# 伊東靖倖
伊藤 靖倖（いとう やすゆき、1938年（昭和13年）8月27日 - ）は、日本のボクサー。

## 経歴・人物
東京都立江北高等学校を経て、早稲田大学に入学。在学中に、1960年ローマオリンピックで男子ライト級に出場し、3回戦で敗退した。